# Gnomeskelus rhodobates
Gnomeskelus rhodobates är en mångfotingart som beskrevs av Carl Graf Attems 1927. Gnomeskelus rhodobates ingår i släktet Gnomeskelus och familjen Dalodesmidae. Inga underarter finns listade i Catalogue of Life.